# Sadkî, Kostopil
Sadkî (în ucraineană Садки) este un sat în comuna Holovîn din raionul Kostopil, regiunea Rivne, Ucraina.

## Demografie
Componența lingvistică a localității Sadkî
     Ucraineană (99,56%)
     Alte limbi (0,44%)
Conform recensământului din 2001, majoritatea populației localității Sadkî era vorbitoare de ucraineană (99,56%), existând în minoritate și vorbitori de alte limbi.